# جو كرابنهوفت
جو كرابنهوفت (بالإنجليزية: Joe Krabbenhoft)‏ مواليد 24 مارس 1987 في سبرينغ فالي، هو مدرب كرة سلة أمريكي ولاعب معتزل. بدأ مسيرته الاحترافية في سنة 2009. يبلغ طوله 6 قدم 7 بوصة (2.0 م). اعتزل اللعب في 2012. لعب مع نادي لاردة لكرة السلة ونادي بريوغان لكرة السلة.

## روابط خارجية
- جو كرابنهوفت على موقع الدوري الأوروبي لكرة السلة (الإنجليزية)
- جو كرابنهوفت على موقع كرة السلة الأوروبية.كوم (الإنجليزية)
- جو كرابنهوفت على موقع كلية كرة السلة في سبورتس رفرنس.كوم (الإنجليزية)
- جو كرابنهوفت على موقع ريلجم (الإنجليزية)
- جو كرابنهوفت على موقع بروبوليرز (الإنجليزية)
- جو كرابنهوفت على موقع سبورتس رفرنس (الإنجليزية)
- جو كرابنهوفت على موقع سبورتس رفرنس (الإنجليزية)